# Georgeta Damian
Georgeta Damian, romunska veslačica, * 14. april 1976, Botoşani, Romunija
Damianova bila dolgoletna članica posadke romunskega osmerca, s katerim je zmagala na svetovnih prvenstvih 1997, 1998, 1999 in na olimpijskih igrah leta 2000 ter 2004. Poleg tega je bila uspešna tudi v romunskem dvojcu brez krmarja. 
Poročena je z Valerium Andrunachejem.